# NXT 테이크오버
NXT 테이크오버(NXT TakeOver)는 미국 프로레슬링 단체 WWE의 하위 단체 NXT 레슬링에서 2014년부터 시행 중인 프리미엄 라이브 이벤트이다.
NXT 테이크오버 36을 끝으로 테이크오버 명칭은 사용되지 않는다.

## NXT 테이크오버 개최한 곳
| 날짜             | 이벤트 명칭                      | 개최한 곳    | 경기장                         | 관중수      | 메인 이벤트                                                                                                |
| ---------------- | -------------------------------- | ------------ | ------------------------------ | ----------- | --- |
| 2014년 5월 29일  | NXT 테이크오버                   | 윈터파크     | 풀세일 유니버시티              | 400         | 에이드리안 네빌 vs. 타이슨 키드 (NXT 챔피언쉽)                                                             |
| 2014년 9월 11일  | NXT 테이크오버 : 페이탈 4-웨이   | 윈터파크     | 풀세일 유니버시티              | 400         | 에이드리안 네빌 vs. 타이슨 키드 vs. 새미 제인 vs. 타일러 브리즈 (NXT 챔피언쉽, 페이탈 4-웨이 매치)         |
| 2014년 12월 11일 | NXT 테이크오버 : R 에볼루션      | 윈터파크     | 풀세일 유니버시티              | 400         | 에이드리안 네빌 vs. 타일러 브리즈 (NXT 챔피언쉽)                                                           |
| 2015년 2월 11일  | NXT 테이크오버 : 라이벌          | 윈터파크     | 풀세일 유니버시티              | 400         | 새미 제인 vs. 케빈 오웬스 (NXT 챔피언쉽)                                                                   |
| 2015년 5월 20일  | NXT 테이크오버 : 언스토퍼블      | 윈터파크     | 풀세일 유니버시티              | 400         | 케빈 오웬스 vs. 새미 제인 (NXT 챔피언쉽)                                                                   |
| 2015년 8월 22일  | NXT 테이크오버 : 브루클린        | 브루클린     | 바클레이스 센터                | 15,589      | 핀 베일러 vs. 케빈 오웬스 (NXT 챔피언쉽, 레더 매치)                                                        |
| 2015년 10월 7일  | NXT 테이크오버 : 리스펙트        | 윈터파크     | 풀세일 유니버시티              | 400         | 베일리 vs. 사샤 뱅크스 (NXT 위민스 챔피언쉽, 30분 아이언 맨 매치)                                          |
| 2015년 12월 16일 | NXT 테이크오버 : 런던            | 런던         | 웸블리 아레나                  | 10,079      | 핀 베일러 vs. 사모아 조 (NXT 챔피언쉽)                                                                     |
| 2016년 4월 1일   | NXT 테이크오버 : 댈러스          | 댈러스       | 케이 배일리 허친슨 컨벤션 센터 | 9,000       | 핀 베일러 vs. 사모아 조 (NXT 챔피언쉽)                                                                     |
| 2016년 6월 8일   | NXT 테이크오버 : 디 앤드         | 윈터파크     | 풀세일 유니버시티              | 400         | 사모아 조 vs. 핀 베일러 (NXT 챔피언쉽, 스틸 케이지 매치)                                                   |
| 2016년 8월 20일  | NXT 테이크오버 : 브루클린 II     | 브루클린     | 바클레이스 센터                | 15,671      | 사모아 조 vs. 나카무라 신스케 (NXT 챔피언쉽)                                                               |
| 2016년 11월 19일 | NXT 테이크오버 : 토론토          | 토론토       | 에어 캐나다 센터               | 12,649      | 나카무라 신스케 vs. 사모아 조 (NXT 챔피언쉽)                                                               |
| 2017년 1월 28일  | NXT 테이크오버 : 샌안토니오      | 샌안토니오   | 프리먼 콜리시엄                | 9,465       | 나카무라 신스케 vs. 바비 루드 (NXT 챔피언쉽)                                                               |
| 2017년 4월 1일   | NXT 테이크오버 : 올랜도          | 올랜도       | 암웨이 센터                    | 14,975      | 바비 루드 vs. 나카무라 신스케 (NXT 챔피언쉽)                                                               |
| 2017년 5월 20일  | NXT 테이크오버 : 시카고          | 시카고       | 올스테이트 아레나              | 10,432      | 바비 루드 vs. 이타미 히데오 (NXT 챔피언쉽)                                                                 |
| 2017년 8월 19일  | NXT 테이크오버 : 브루클린 III    | 브루클린     | 바클레이스 센터                | 13,875      | 드루 매킨타이어 vs. 바비 루드 (NXT 챔피언쉽)                                                               |
| 2017년 11월 18일 | NXT 테이크오버 : 워게임즈        | 휴스턴       | 도요타 센터                    | 14,372      | 새니티 vs. 언디스퓨티드 에라 vs. 어소즈 오브 페인 & 로더릭 스트롱 (워게임 메치)                            |
| 2018년 1월 27일  | NXT 테이크오버 : 필라델피아      | 필라델피아   | 웰스 파고 센터                 |             | 안드라데 시엔 알마스 vs. 조니 가가노 (NXT 챔피언쉽)                                                        |
| 2018년 4월 7일   | NXT 테이크오버 : 뉴올리언스      | 뉴올리언스   | 스무디킹 센터                  | 13,955      | 조니 가가노 vs. 토마소 치암파 (언센셔드 매치)                                                              |
| 2018년 6월 16일  | NXT 테이크오버 : 시카고 II       | 로즈먼트     | 올스테이트 아레나              | 11,000      | 조니 가가노 vs. 토마소 치암파 (시카고 스트리트 파이트 매치)                                                |
| 2018년 8월 18일  | NXT 테이크오버 : 브루클린 4      | 브루클린     | 바클레이스 센터                | 14,676      | 토마소 치암파 vs. 조니 가가노 (NXT 챔피언쉽, 라스트 맨 스탠딩 매치)                                        |
| 2018년 11월 17일 | NXT 테이크오버 : 워게임즈        | 로스앤젤레스 | 스테이플스 센터                | 13,598      | 피트 던 & 리코셰 & 워 레이더스 vs. 언디스퓨티드 에라 (워게임 매치)                                         |
| 2019년 1월 26일  | NXT 테이크오버 : 피닉스          | 피닉스       | 토킹 스틱 리조트 아레나        |             | 토마소 치암파 vs. 알리스터 블랙 (NXT 챔피언쉽)                                                             |
| 2019년 4월 5일   | NXT 테이크오버 : 뉴욕            | 브루클린     | 바클레이스 센터                | 15,697      | 조니 가가노 vs. 애덤 콜 (NXT 챔피언쉽, 3판 2선승제 매치)                                                   |
| 2019년 6월 1일   | NXT 테이크오버 25                | 브리지포트   | 웹스터 뱅크 아레나             |             | 조니 가가노 vs. 애덤 콜 (NXT 챔피언쉽)                                                                     |
| 2019년 8월 10일  | NXT 테이크오버 : 토론토          | 토론토       | 스코샤뱅크 아레나              | 13,735      | 애덤 콜 vs. 조니 가가노 (NXT 챔피언쉽, 3판 2선승제 매치)                                                   |
| 2019년 11월 23일 | NXT 테이크오버 : 워게임즈        | 로즈먼트     | 올스테이트 아레나              | 10,500      | 토마소 치암파 & 키스 리 & 도미닉 다이자코빅 & 케빈 오웬스 vs. 언디스퓨티드 에라 (남성 워게임 매치)         |
| 2020년 2월 16일  | NXT 테이크오버 : 포틀랜드        | 포틀랜드     | 모다 센터                      |             | 애덤 콜 vs. 토마소 치암파 (NXT 챔피언쉽)                                                                   |
| 2020년 6월 7일   | NXT 테이크오버 : 인 유어 하우스  | 윈터파크     | 풀세일 유니버시티              | 무관중 경기 | 샬럿 플레어 vs. 리아 리플리 vs. 시라이 이오 (NXT 위민스 챔피언쉽, 트리플 쓰렛 매치)                        |
| 2020년 8월 22일  | NXT 테이크오버 30                | 윈터파크     | 풀세일 유니버시티              | 무관중 경기 | 키스 리 vs. 캐리언 크로스 (NXT 챔피언쉽)                                                                   |
| 2020년 10월 4일  | NXT 테이크오버 31                | 올랜도       | 캐피톨 레슬링 센터             | 무관중 경기 | 핀 베일러 vs. 카일 오라일리 (NXT 챔피언쉽)                                                                 |
| 2020년 12월 6일  | NXT 테이크오버 : 워게임즈        | 올랜도       | 캐피톨 레슬링 센터             | 무관중 경기 | 언디스퓨티드 에라 vs. 팻 맥아피 & 피트 던 & 대니 버치 & 오니 로컨 (남성 워게임 매치)                       |
| 2021년 2월 14일  | NXT 테이크오버 : 벤전스 데이     | 올랜도       | 캐피톨 레슬링 센터             | 무관중 경기 | 핀 베일러 vs. 피트 던 (NXT 챔피언쉽)                                                                       |
| 2021년 4월 7일   | NXT 테이크오버 : 스탠드 & 딜리버 | 올랜도       | 캐피톨 레슬링 센터             | 500         | 시라이 이오 vs. 라켈 곤잘레스 (NXT 위민스 챔피언쉽)                                                        |
| 2021년 4월 8일   | NXT 테이크오버 : 스탠드 & 딜리버 | 올랜도       | 캐피톨 레슬링 센터             | 500         | 애덤 콜 vs. 카일 오라일리 (언센셔드 매치)                                                                  |
| 2021년 6월 13일  | NXT 테이크오버 : 인 유어 하우스  | 올랜도       | 캐피톨 레슬링 센터             | 300         | 캐리언 크로스 vs. 애덤 콜 vs. 조니 가가노 vs. 카일 오라일리 vs. 피트 던 (NXT 챔피언쉽, 페이탈 5-웨이 매치) |
| 2021년 8월 22일  | NXT 테이크오버 36                | 올랜도       | 캐피톨 레슬링 센터             |             | 캐리언 크로스 vs. 사모아 조 (NXT 챔피언쉽)                                                                 |